# Голубика прутьевидная
Голубика прутьевидная, или Голубика Эша (лат. Vaccinium virgatum), — вид деревянистых растений рода Вакциниум (Vaccinium) семейства Вересковые (Ericaceae).

## Биологическое описание
По сравнению с другими видами голубики, более засухоустойчив, жароустойчив и менее требователен к кислотности почвы.
Корневая система состоит из большого количества тонких, мелких и густо разветвлённых корней. Кроме надземных побегов образуется много корневищных, достигающих в длину более 2 м, благодаря чему образует заросли.
Кусты достигают высоты 9 м и имеют раскидистую форму.
Ягода мелкая, 5—7 мм в диаметре, тёмно-синяя, не очень хорошего вкуса.

## Распространение в природе
Встречается в юго-восточной части США. Произрастает на опушках леса, на сырых и влажных берегах рек и других водоёмов.

## Использование и культивирование
Сортовая прутьевидная голубика имеет крупные кусты, образующие корневую поросль. Высаживают их на расстоянии 4,5 м друг от друга. Давать урожай растения начинают на третий год. Растения отзывчивы на междурядную обработку, мульчирование и внесение удобрений.